# Sweyn Godwinson
Sweyn Godwinson (in anglosassone Swegen Godƿinson; 1021 circa – Licia, 29 settembre 1052) è stato un nobile anglosassone, figlio maggiore di Godwin del Wessex e primo conte di Hereford.

## Biografia
Sweyn Godwinson nacque attorno al 1021, primogenito di Godwin del Wessex e Gytha Thorkelsdaettir. Nel 1043 re Edoardo il Confessore lo nominò conte di Hereford, titolo che all'epoca comprendeva anche Gloucestershire, Oxfordshire, Somerset e Berkshire, rendendo così Sweyn uno dei più potenti feudatari anglosassoni.
A un certo punto Sweyn dichiarò di essere un figlio illegittimo di Canuto I d'Inghilterra. Sua madre reagì indignata a tale affermazione e portò, quale prova della propria onestà, la testimonianza di vari familiari; in ogni caso le pretese di Sweyn, volte probabilmente a reclamare il trono anglo-danese, caddero nel vuoto.
Poiché i loro domini erano vicini, Sweyn cercò fin dal principio di restare in pacifici rapporti con Gruffydd ap Llywelyn, sovrano del Regno di Gwynedd nel Galles del nord, e questo permise a Gruffydd di mettersi in posizione di forza rispetto al rivale Gruffydd ap Rhydderch, re di Deheubarth. Sweyn intervenne infine militarmente in Galles nel 1046 per dare manforte al re del Gwynedd nella sua guerra contro il Deheubarth.
Al suo ritorno Sweyn rapì (forse dopo averla sedotta) Eadgifu, badessa di Leominster, con lo scopo forse di sposarla e prendere possesso delle vaste terre del convento da lei controllato. Re Edoardo tuttavia, profondamente rispettoso della Chiesa, rifiutò sdegnato di autorizzare l'unione ed ella poté tornare presso il convento, mentre il conte di Hereford venne dichiarato fuorilegge. I suoi titoli vennero revocati e spartiti tra il fratello minore Harold Godwinson (futuro re Aroldo II d'Inghilterra) e il cugino Beorn Estrithson.
Temendo per la propria vita, nel tardo 1047 Sweyn fuggì dall'Inghilterra per cercare riparo presso Baldovino V di Fiandra, spostandosi poi in Danimarca, dalla quale fu espulso per non meglio specificate ragioni. Tornò in patria nel 1049 cercando perdono, venendo tuttavia avversato dal fratello minore e dal cugino, che temevano di perdere le terre precedentemente di Sweyn. Inizialmente perdonato col favore di Beorn, passato dalla sua parte, tramò in breve tempo la sua uccisione; assassinato Beorn nel 1049, il re e l'assemblea dei nobili lo esiliarono di nuovo, condannandolo ad essere un niðing ("uomo senza onore").
A dispetto di tutti i suoi crimini, Sweyn venne perdonato appena l'anno successivo; rientrò in Inghilterra e riprese possesso di parte delle sue terre. Alcuni vogliono che sia stato suo padre ad intercedere per lui presso il re, altri che sia stato Ealdred, arcivescovo di York, che l'aveva incontrato nelle Fiandre. Già nel 1051 Edoardo il Confessore scoprì un complotto contro di lui da parte di Godwin e dei suoi figli, condannandoli tutti all'esilio; Sweyn abbandonò allora per l'ennesima volta l'Inghilterra, definitivamente privato di terre e titoli e destinato a non fare più ritorno.
Pentito per i propri numerosi peccati (primo fra tutti l'assassinio del cugino), Sweyn partì dalle Fiandre per un pellegrinaggio a piedi verso la Terrasanta. Raggiunse Gerusalemme con successo, ma durante il viaggio di ritorno nel 1052 perì, secondo alcune fonti ucciso dai turchi oppure morendo di malattia in Licia, dove si era stabilito per svernare ma indebolendosi presto a causa del rigido clima.
Sweyn lasciò un solo figlio illegittimo, Haakon, forse figlio della sua relazione con la badessa di Leominster, che venne portato in Normandia come ostaggio presso la corte del duca Guglielmo il Bastardo. Egli tornò poi in patria nel 1064 con lo zio Harold, e da quel momento le cronache su di lui tacciono, segno che forse morì di lì a poco.

## Ascendenza
|                       |                  |                       | Genitori |  |  | Nonni |  |  | Bisnonni |  |  | Trisnonni |  |
|                       |                  |                       |          |  |  |       |  |  | …        |  |  | …         |  |
|                       |                  |                       |          |  |  |       |  |  | …        |  |  | …         |  |
|                       |                  | …                     |          |  |  |       |  |  | …        |  |  |           |  |
| Wulfnoth Cild         |                  |                       |          |  |  |       |  |  | …        |  |  |           |  |
|                       |                  | …                     | …        |  |  |       |  |  |          |  |  |           |  |
|                       |                  | …                     | …        |  |  |       |  |  |          |  |  |           |  |
|                       |                  | …                     | …        |  |  |       |  |  |          |  |  |           |  |
| Godwin del Wessex     |                  | …                     |          |  |  |       |  |  |          |  |  |           |  |
|                       |                  | …                     | …        |  |  |       |  |  |          |  |  |           |  |
|                       |                  | …                     | …        |  |  |       |  |  |          |  |  |           |  |
|                       |                  | …                     | …        |  |  |       |  |  |          |  |  |           |  |
| …                     |                  | …                     |          |  |  |       |  |  |          |  |  |           |  |
|                       |                  | …                     | …        |  |  |       |  |  |          |  |  |           |  |
|                       |                  | …                     | …        |  |  |       |  |  |          |  |  |           |  |
|                       |                  | …                     | …        |  |  |       |  |  |          |  |  |           |  |
| Sweyn Godwinson       |                  | …                     |          |  |  |       |  |  |          |  |  |           |  |
|                       | Styrbjörn Starke | Olof (II) Björnsson   |          |  |  |       |  |  |          |  |  |           |  |
|                       | Styrbjörn Starke | Olof (II) Björnsson   |          |  |  |       |  |  |          |  |  |           |  |
|                       | Styrbjörn Starke | Ingeborg Thransdotter |          |  |  |       |  |  |          |  |  |           |  |
| Thorgils Sprakalägg   | Styrbjörn Starke |                       |          |  |  |       |  |  |          |  |  |           |  |
|                       |                  | Tyri di Danimarca     | …        |  |  |       |  |  |          |  |  |           |  |
|                       |                  | Tyri di Danimarca     | …        |  |  |       |  |  |          |  |  |           |  |
|                       |                  | Tyri di Danimarca     | …        |  |  |       |  |  |          |  |  |           |  |
| Gytha Thorkelsdaettir |                  | Tyri di Danimarca     |          |  |  |       |  |  |          |  |  |           |  |
|                       |                  | …                     | …        |  |  |       |  |  |          |  |  |           |  |
|                       |                  | …                     | …        |  |  |       |  |  |          |  |  |           |  |
|                       |                  | …                     | …        |  |  |       |  |  |          |  |  |           |  |
| …                     |                  | …                     |          |  |  |       |  |  |          |  |  |           |  |
|                       |                  | …                     | …        |  |  |       |  |  |          |  |  |           |  |
|                       |                  | …                     | …        |  |  |       |  |  |          |  |  |           |  |
|                       |                  | …                     | …        |  |  |       |  |  |          |  |  |           |  |
|                       |                  | …                     |          |  |  |       |  |  |          |  |  |           |  |